# Aprilia MX (motocross)
La MX è una serie di motociclette da motocross costruite dall'Aprilia tra il 1976 e il 1985.

## Aprilia MX 50
L'Aprilia MX 50 è il ciclomotore Aprilia della serie e ricorda molto le sorelle di maggiore cilindrata, il ciclomotore è stato prodotto dal 1976 al 1982.
Era molto semplice ed economico se raffrontato con le moto attuali, infatti il motore era un Minarelli raffreddato ad aria (le prime repliche per i privati hanno però il Sachs) e l'impianto frenante a tamburo, mentre l'aspetto era tipico di quei tempi, con un serbatoio ovale, con la sella molto imbottita e lunga.

## Aprilia MX 125
La MX 125 è la versione di cilindrata intermedia, usata a partire dal 1975 per i vari campionati, ed è stata prodotta in serie dal 1977 al 1985.
La prima serie, prodotta dal 1977 al 1980 era una moto molto semplice, senza alcun accorgimento delle moto moderne, pur se modificata pesantemente di anno in anno,  infatti il motore (un Hiro) aveva un raffreddamento ad aria, ammortizzatore posteriore doublecross e freni a tamburo. Con la MX 125 Ivan Alborghetti è campione italiano nel 1977 e 6° nel Mondiale Cross 1978, mentre Corrado Maddii è 5° nel Mondiale 1979, e il giapponese Torao Suzuki è 6° nel Mondiale 1980.
Nel 1981 fu introdotto il raffreddamento  a liquido, mentre nel 1982 si adottò il monoammortizzatore posteriore e la livrea divenne bianca, realizzando così una delle più affascinanti moto da cross di tutti i tempi,  esteticamente  parlando.
Nel 1983 arrivò il  motore  Rotax ,  più  potente ma non molto apprezzato,  ed i freni a doppia camma,  poco funzionali tanto che l'anno successivo divennero a disco anteriore e classico tamburo  post.
il 1985 fu l'ultimo modello, la produzione  cessò dopo la realizzazione di pochi pezzi e la storia dell'Aprilia 125 MX si concluse.

## Aprilia MX 250
La MX 250 è la versione di cilindrata superiore ed è stata usata a partire dal 1977 per i vari campionati e prodotta in serie dal 1980 al 1985. Con la MX 250 Alborghetti è Campione d'Italia nel 1977, mentre Maddii vince il titolo nazionale nel 1981.
La prima serie, prodotta dal 1980 al 1982 era una moto molto semplice, con il gruppo termico (di costruzione Hiro, come il 125) raffreddato ad aria, ammortizzatore posteriore doublecross e freni a tamburo. Questa moto ha accorgimenti leggermente differenti dalla versione 125 più improntata per la potenza massima.
Nella seconda serie, prodotta dal 1983 al 1985, la moto adotta soluzioni nuove, portando l'ammortizzatore singolo al posteriore e il motore Rotax raffreddato a liquido, aumentando la potenza del propulsore, inoltre si adotta un sistema frenante misto, con disco anteriore e tamburo al posteriore.